# 14010 Jomonaomori
14010 Jomonaomori este un asteroid din centura principală de asteroizi.

## Descriere
14010 Jomonaomori este un asteroid din centura principală de asteroizi. A fost descoperit pe 16 octombrie 1993 la Kitami de Kin Endate și Kazuro Watanabe. Asteroidul prezintă o orbită caracterizată de o semiaxă mare de 2,67 ua, o excentricitate de 0,19 și o înclinație de 12,7° în raport cu ecliptica.